# Nokia 2690
El Nokia 2690 es un teléfono móvil hecho por Nokia. Opera en las bandas de frecuencia GSM cuádruple banda de frecuencias GSM 850, 900, 1800 y 1900 MHz, con el cambio automático entre las frecuencias. Es pequeño en tamaño, con dimensiones de 107,5 x 45,5 x 13,8 mm y pesa 80,7 gramos.

## Especificaciones técnicas

### Principales características
- Cámara digital (640x480) y grabadora de video (176x144).

- MP3, tonos de llamada y tonos creados por el usuario (grabadora de voz)
- Radio FM
- Bluetooth 2.0
- SMS, MMS, correo electrónico y Mensajería de Audio Nokia Xpress
- 25 MB internos memoria dinámica, microSD ranura para tarjeta de memoria con de intercambio en caliente, máx. 8 GB

### Dimensiones
- Volumen: 58,8 cc
- Peso: 80,7 g
- Longitud: 107,5 mm
- Anchura: 45.5 mm
- Espesor: 13.8 mm

### Pantalla
- 1,8 pulgadas, 262.144 colores, 128 x160 píxeles

### Imágenes
- Cámara de 0.3 MP / VGA (640x480, 176x144 video)
- Pantalla TFT en color

### Multimedia
- Cámara (de fotos y vídeo)
- Reproductor de música (AMR, AMR-WB, MIDI, MXMF, MP3, AAC, MP4/M4A/3GP/3GA (AAC, AAC, eAAC, AMR, AMR-WB), el X-Tone, WAV (PCM, una ley- , mu-law, ADPCM), WMA (WMA9, WMA10)
- Reproductor de video (174x144  3GP)(mp4)
- Grabadora de voz
- Radio FM con soporte RDS

### Mensajería
enviar mensajes fácilmente bueno como todos otros móviles

### Aplicaciones Java
- MMS 1.3 (compatible con el tamaño de 300 KB)
- Mensajería de Audio Nokia Xpress Tiit

### Conectividad
- Fotos e intercambio de datos con Bluetooth 2.0 y USB

### Navegación
- Opera Mini navegador
- Built-in del navegador.

### Gestión de alimentación
- Batería: BL-4C
- Capacidad: 860 mAh
- Tiempo de conversación: Hasta 270 minutos (GSM)
- Tiempo en espera: hasta 335 horas (GSM)

### Contenido del paquete
- Nokia 2690
- Batería Nokia BL-4C
- Auricular Estéreo Nokia WH-102
- Cargador Compacto Nokia AC-3
- Guía del usuario

### Sistema operativo
- Nokia OS

### Colores disponibles
- Plata Blanco
- Grafito
- Hot Pink
- Azul